# Combo

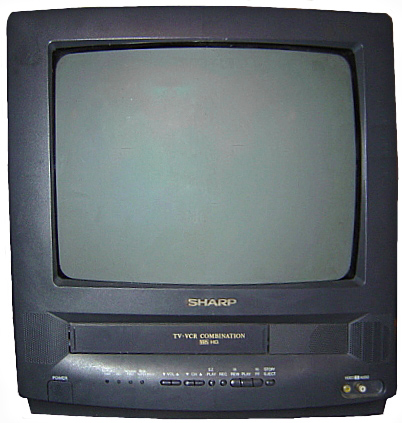
Combo (telewizor CRT i magnetowid VHS)

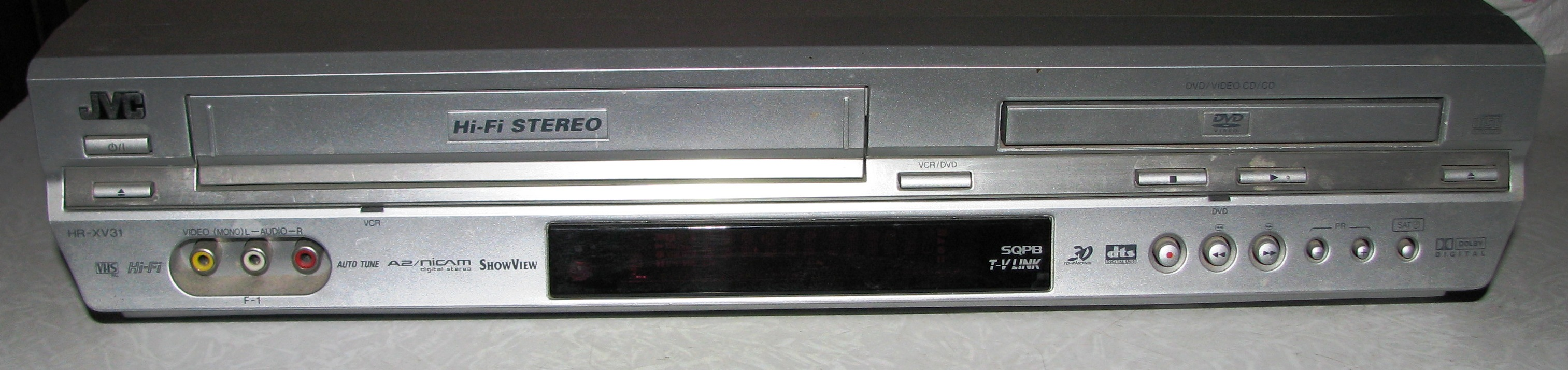
Combo (magnetowid VHS i czytnik płyt DVD)

Combo (ang. combined – połączony) – potoczna nazwa urządzenia elektrycznego, elektronicznego lub komputerowego łączącego w sobie różne funkcje, np. telewizora i magnetowidu lub nagrywarki CD-RW i czytnika płyt DVD.
Nazwa ta odnosi się także do połączonych ruchów hit combo w bijatykach komputerowych. Jest także określeniem na połączenie kilku trików w sportach, takich jak skateboarding czy pen spinning.